# Milkov Point
Der Milkov Point (englisch; bulgarisch Милков нос Milkow nos) ist eine markante und felsige Landspitze an der Davis-Küste des Grahamlands auf der Antarktischen Halbinsel. Sie liegt 11,5 km östlich des Havilland Point und 8,5 km südsüdwestlich des Wennersgaard Point als Verlängerung des Chanute Peak am Ostufer der Lanchester Bay.
Die bulgarische Kommission für Antarktische Geographische Namen benannte sie 2009 nach dem bulgarischen Piloten Radul Milkow (1883–1962), der am 16. Oktober 1912 gemeinsam mit Prodan Taraktschiew (1885–1957) im Zuge der Balkankriege das erste Luftbombardement durchgeführt hatte.